# Martiri d'Arad

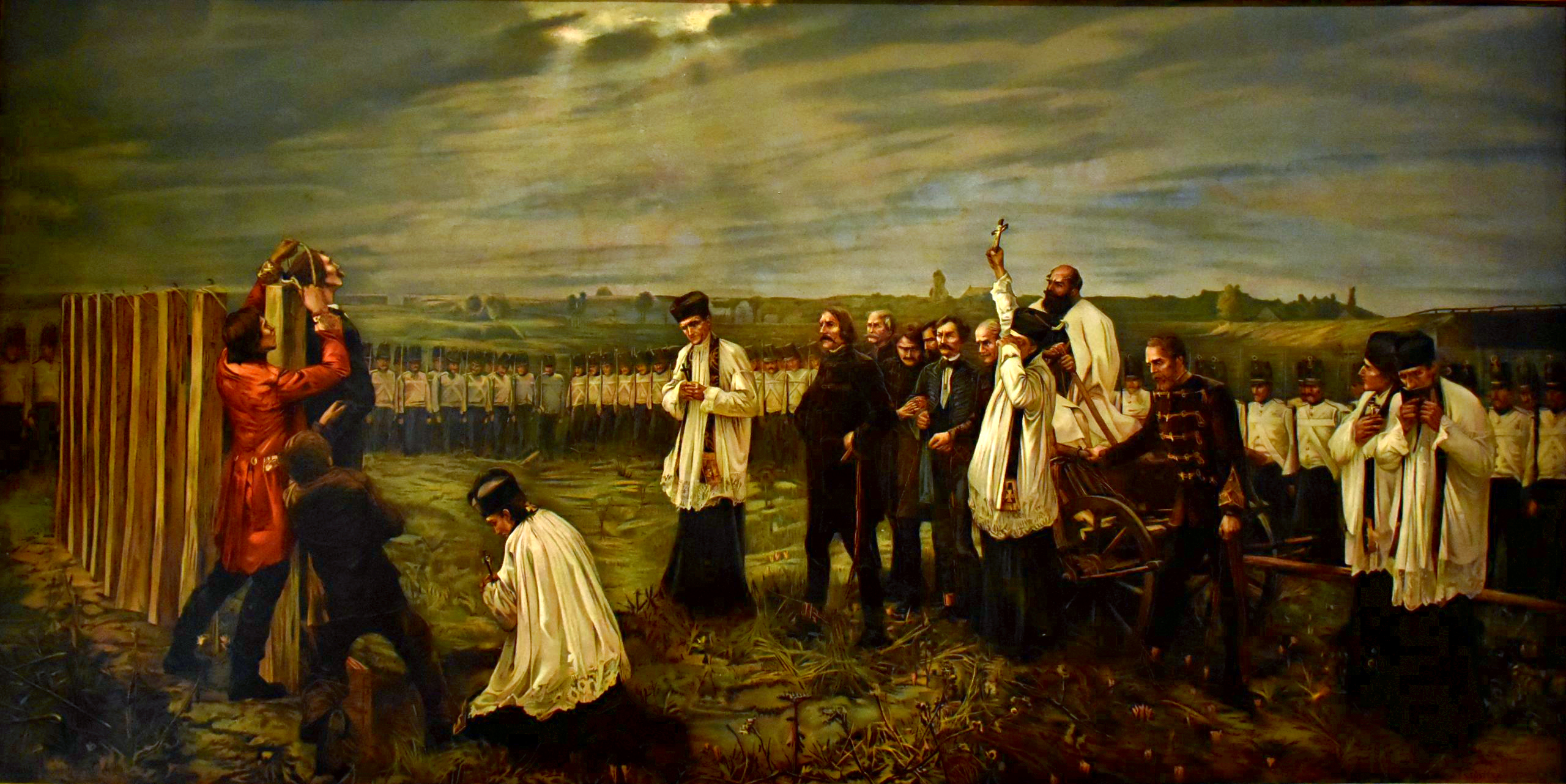
L'esecuzione dei Martiri di Arad, lavoro da János Thorma

I Martiri d'Arad (in ungherese Aradi vértanúk) sono stati i tredici generali ungheresi ribelli che furono giustiziati dall'Impero austriaco il 6 ottobre 1849 nella città di Arad, allora parte del Regno d'Ungheria (successivamente in Romania), dopo la rivoluzione ungherese (1848–1849). L'esecuzione fu ordinata dal generale austriaco Haynau, noto anche come "la iena di Brescia".

## Contesto storico
In un discorso storico, il 3 marzo 1848, poco dopo la notizia della Rivoluzione francese del 1848, Luigi Kossuth chiese il governo parlamentare per l'Ungheria e il governo costituzionale per il resto dell'Austria. La rivoluzione iniziò il 15 marzo 1848 e, dopo le sconfitte militari in inverno e una campagna di successo in primavera, nel parlamento Kossuth dichiarò l'indipendenza il 19 aprile 1849. A maggio 1849 gli ungheresi controllavano tutto il paese, tranne Buda, che fu conquistata dopo tre settimane di sanguinoso assedio. Le speranze di successo finale, tuttavia, furono frustrate con l'intervento dell'Impero russo.
Dopo che tutti gli appelli agli altri Stati europei furono ignorati, Kossuth abdicò l'11 agosto 1849, a favore di Artúr Görgei, che Kossuth riteneva l'unico generale in grado di salvare la nazione. Il 13 agosto 1849 Görgei, per salvare i suoi soldati dalla disfatta, firmò invece la resa di Világos (località successivamente nota come Șiria, Romania) per i russi, che consegnarono l'esercito agli austriaci su insistenza dei russi, Görgei fu risparmiato con i suoi uomini. Gli austriaci hanno preso rappresaglie sugli altri ufficiali dell'esercito ungherese.

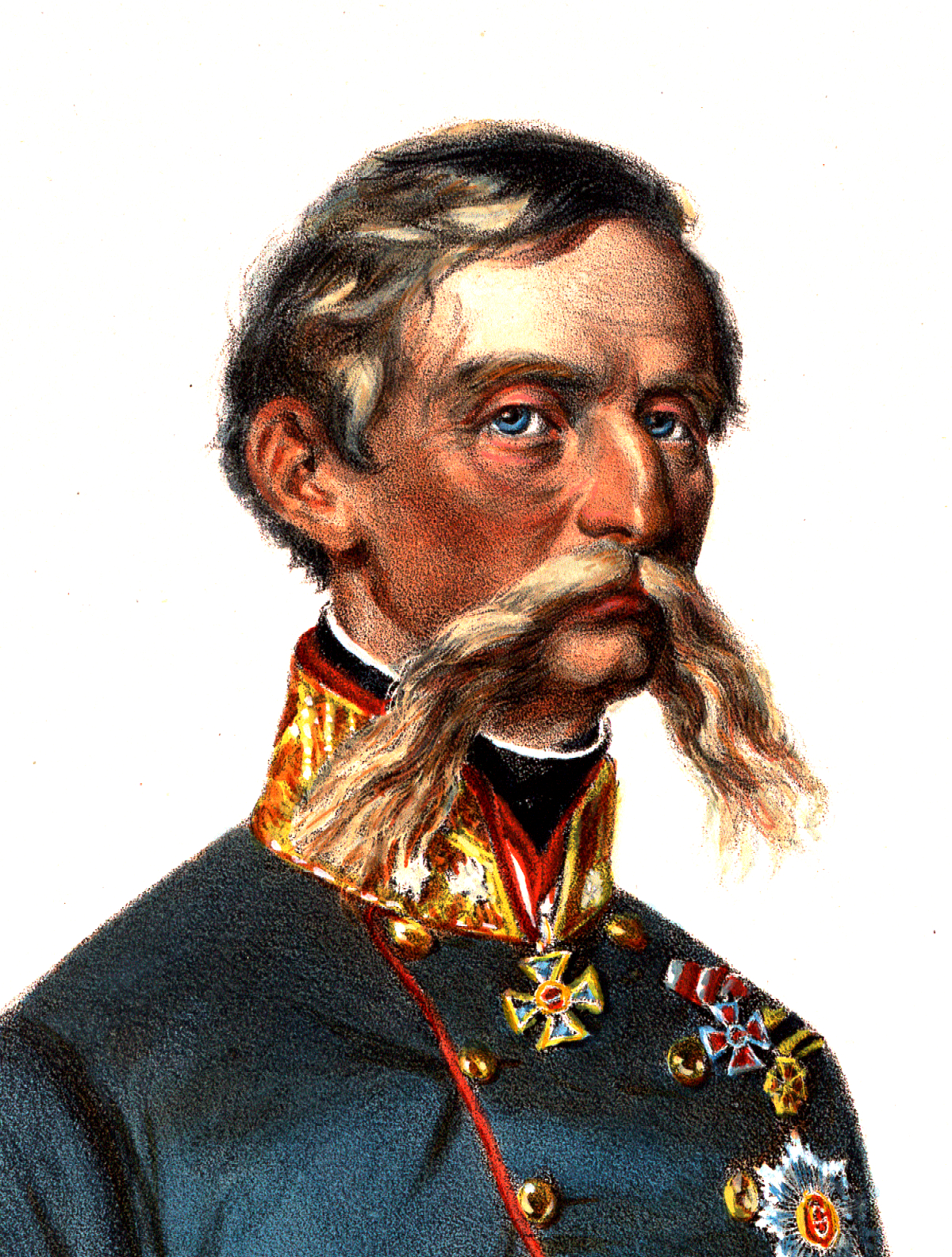
Haynau, noto anche come "la iena di Brescia"

I tredici generali ungheresi furono giustiziati per impiccagione ad Arad, il 6 ottobre 1849 con l'eccezione di Arisztid Dessewffy e altri due, a causa della loro amicizia con il principe del Lussemburgo. L'impiccagione fu ritenuta un'umiliazione. Lo stesso giorno, il conte Lajos Batthyány (1807–1849), il primo premier ungherese, fu giustiziato a Pest, in un presidio militare austriaco nel Nuovo edificio.
Kossuth fuggì nell'Impero ottomano; egli sosteneva che il solo Görgei fosse responsabile per il fallimento della ribellione, chiamandolo "Giuda dell'Ungheria". Altri, guardando la situazione impossibile di Görgei, lo giudicarono meno sfavorevolmente, affermando che, date le circostanze, non aveva altra scelta che arrendersi.
Gli ungheresi considerano i tredici generali ribelli come martiri per difendere la causa della libertà e l'indipendenza nazionale. Non tutti i generali erano di etnia ungherese ma hanno combattuto per la causa di un'indipendente e, per la sua epoca, liberale Ungheria. A questo proposito il barone Gyula Ottrubay Hruby che fu giustiziato anche lui ad Arad, era in realtà ceco e parlava tedesco. L'anniversario della loro esecuzione, che cade il 6 ottobre, viene ricordato come giorno di lutto per l'Ungheria.

## I generali
1. Lajos Aulich (1793–1849)
2. János Damjanich (1804–1849)
3. Arisztid Dessewffy (1802–1849)
4. Ernő Kiss (1799–1849)
5. Károly Knezić (1808–1849)
6. György Lahner (1795–1849)
7. Vilmos Lázár (1815–1849)

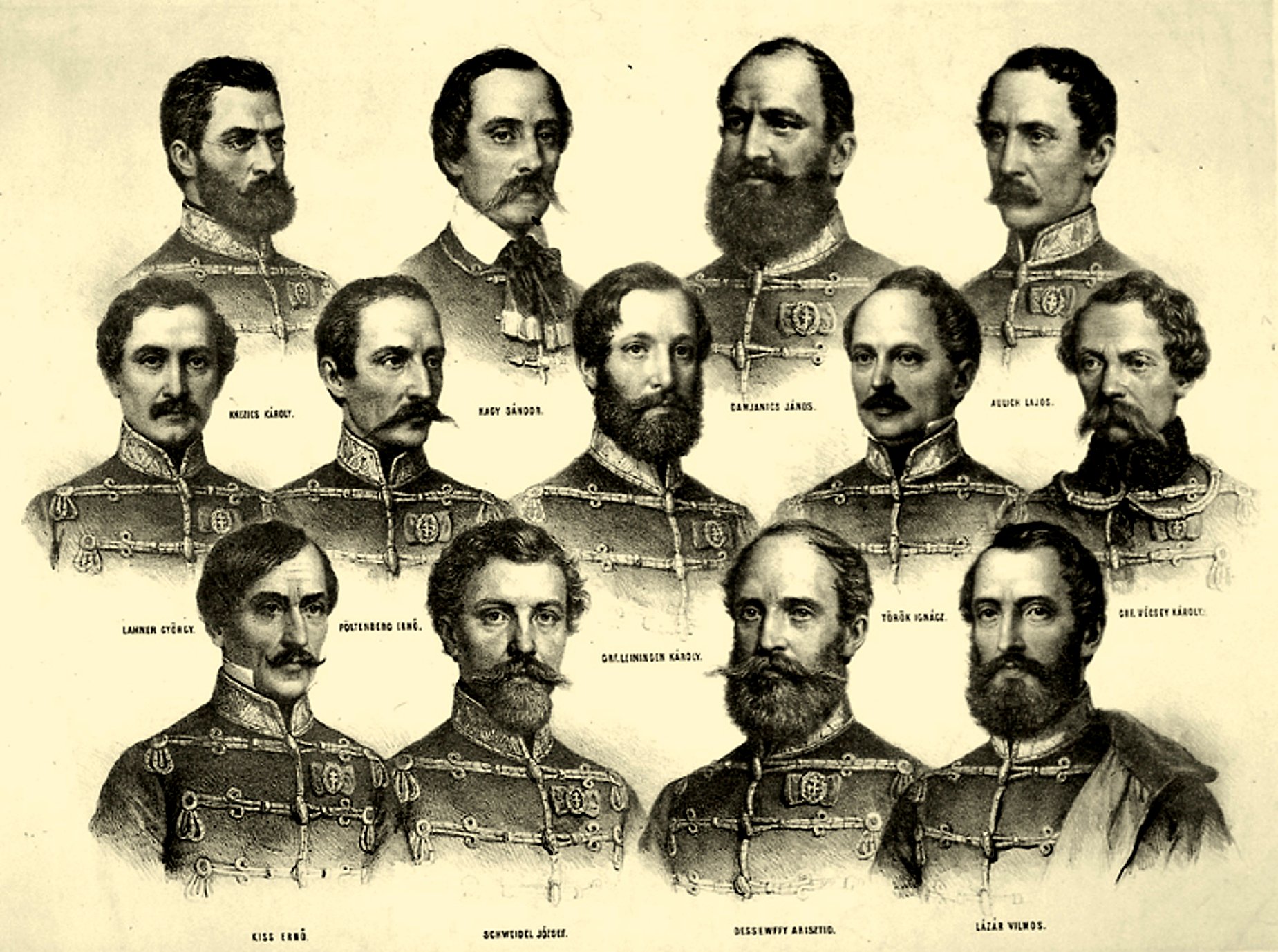
Károly Knezić, József Nagysándor, János Damjanich, Lajos Aulich, György Lahner, Ernő Poeltenberg, Károly Leiningen-Westerburg, Ignác Török, Károly Vécsey, Ernő Kiss, József Schweidel, Arisztid Dessewffy, Vilmos Lázár, I 13 martiri di Arad, una litografia da Miklós Barabás

8. Károly Leiningen-Westerburg (1819–1849)
9. József Nagysándor (1804–1849)
10. Ernő Poeltenberg (1814–1849)
11. József Schweidel (1796–1849)
12. Ignác Török (1795–1849)
13. Károly Vécsey (1807–1849)

## Memoria

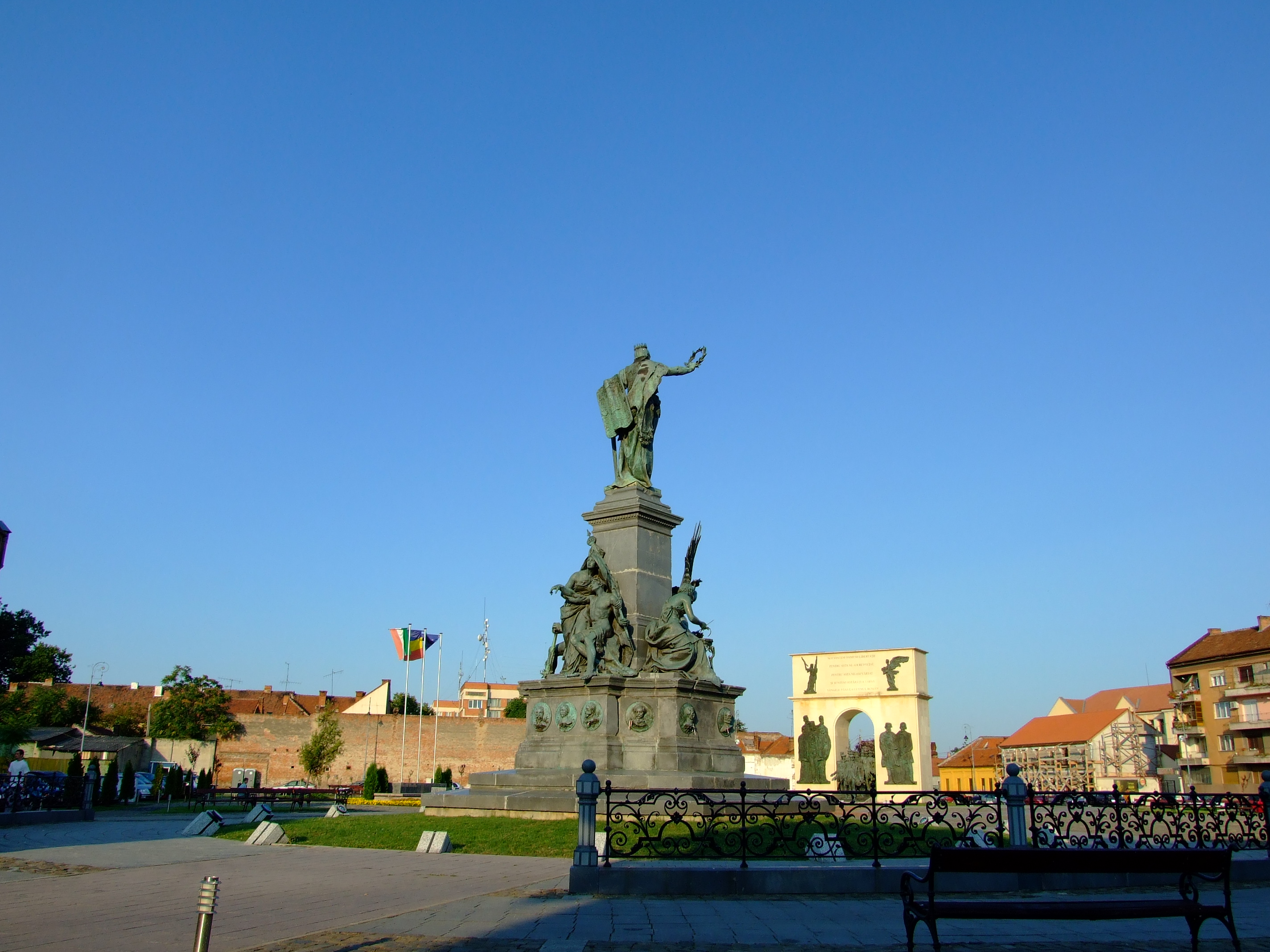
Il monumento ristabilito

Nel 1890, su una piazza di Arad fu eretto un monumento alla memoria dei martiri, dopo l'Ausgleich del 1867. Si compone di una colossale figura d'Ungheria, con quattro gruppi allegorici, ed i medaglioni dei generali giustiziati. La storia del monumento soffrì poi tante avversità da parte del nuovo impero rumeno dopo la prima guerra mondiale, ma oggi sta nuovamente in un parco memoriale.

## Ricordo nella cultura di massa
La leggenda narra che, mentre i leader rivoluzionari erano in corso di esecuzione, i soldati austriaci stavano bevendo birra e con arroganza tintinnavano i loro boccali di birra insieme, nella celebrazione sulla sconfitta dell'Ungheria.
Gli ungheresi quindi hanno giurato di non far tintinnare da allora in poi boccali o bicchieri bevendo birra. Alcuni dicono che questo è durato solo per 150 anni, ma non v'è alcuna spiegazione per il periodo di tempo specificato. Dal momento che il tasso del vino raramente ha un limite di tempo, è più probabile che i produttori di vino hanno inventato tutto. Anche se teoricamente interrotto il 6 ottobre 1999, in pratica, questa tradizione continuò per circa un decennio dopo. In tutta l'Ungheria, il tintinnio dei boccali o bottiglie di birra era considerato maleducazione. Entro il 2000, la maggior parte degli ungheresi cominciarono a scegliere per i loro boccali di birra – come nel resto d'Europa – con poca o nessuna esitazione. L'eccezione è, naturalmente, una manciata di cittadini apertamente patriottici che hanno deciso di non dimenticare mai quel voto.